# عباس‌علی
عباس‌علی (به لاتین: Abasallı) در جمهوری آذربایجان است که در شهرستان نفت‌چاله واقع شده‌است.